# 黑河日报
《黑河日报》，是中国共产党黑河市委员会机关报，中国创刊最早的地市级中共党报之一，1946年8月1日于黑河创刊。
1946年8月1日，创刊，命名为《黑河报》。1947年5月21日，更名为《黑河日报》。1947年10月4日，又改回《黑河报》。1948年3月9日，改名为《新黑河报》，后又更为现名。